# Northern Railway Colony
Northern Railway Colony is een census town in het district Kanpur Nagar van de Indiase staat Uttar Pradesh.

## Demografie
Volgens de Indiase volkstelling van 2001 wonen er 29.708 mensen in Northern Railway Colony, waarvan 56% mannelijk en 44% vrouwelijk is. De plaats heeft een alfabetiseringsgraad van 67%.